# Yamanaka Ryosuke
Yamanaka Ryosuke (山中 亮輔 Yamanaka Ryōsuke, sinh ngày 20 tháng 4 năm 1993) là một cầu thủ bóng đá người Nhật Bản thi đấu cho Yokohama F. Marinos.

## Thống kê sự nghiệp

### Câu lạc bộ
Cập nhật đến ngày 2 tháng 1 năm 2018.
| Câu lạc bộ          | Mùa giải            | Giải vô địch | Giải vô địch | Cúp Hoàng đế Nhật Bản | Cúp Hoàng đế Nhật Bản | J. League Cup | J. League Cup | AFC     | AFC       | Khác1   | Khác1     | Tổng    | Tổng      |
| Câu lạc bộ          | Mùa giải            | Số trận      | Bàn thắng    | Số trận               | Bàn thắng             | Số trận       | Bàn thắng     | Số trận | Bàn thắng | Số trận | Bàn thắng | Số trận | Bàn thắng |
| ------------------- | ------------------- | ------------ | ------------ | --------------------- | --------------------- | ------------- | ------------- | ------- | --------- | ------- | --------- | ------- | --------- |
| Kashiwa Reysol U-18 | 2011                | 0            | 0            | 1                     | 0                     | -             | -             | -       | -         | -       | -         | 1       | 0         |
| Kashiwa Reysol      | 2012                | 1            | 0            | 2                     | 0                     | 0             | 0             | 0       | 0         | 0       | 0         | 3       | 0         |
| Kashiwa Reysol      | 2013                | 10           | 0            | 2                     | 0                     | 2             | 0             | 1       | 0         | 1       | 0         | 16      | 0         |
| JEF United Chiba    | 2014                | 23           | 3            | 2                     | 0                     | -             | -             | -       | -         | -       | -         | 25      | 3         |
| Kashiwa Reysol      | 2015                | 11           | 0            | 1                     | 0                     | 2             | 0             | 5       | 0         | –       | –         | 19      | 0         |
| Kashiwa Reysol      | 2016                | 13           | 1            | 1                     | 0                     | 1             | 0             | –       | –         | –       | –         | 15      | 1         |
| Yokohama F. Marinos | 2017                | 22           | 1            | 4                     | 0                     | 4             | 0             | –       | –         | –       | –         | 30      | 1         |
| Yokohama F. Marinos | 2018                | 0            | 0            | 0                     | 0                     | 0             | 0             | –       | –         | –       | –         | 0       | 0         |
| Tổng cộng sự nghiệp | Tổng cộng sự nghiệp | 80           | 5            | 13                    | 0                     | 9             | 0             | 6       | 0         | 1       | 0         | 109     | 5         |

1Bao gồm Siêu cúp Nhật Bản.

### Quốc tế
Tính đến 9 tháng 6 năm 2018
| Đội tuyển quốc gia | Năm | Số trận | Bàn thắng |
| ------------------ | --- | ------- | --------- |
| U-18 Nhật Bản      |     |         |           |
| 2011               | 3   | 0       |           |
| U-19 Nhật Bản      |     |         |           |
| 2012               | 4   | 0       |           |
| Nhật Bản           |     |         |           |
| 2018               | 1   | 1       |           |
| 2019               | 1   | 0       |           |

| Số lần ra sân và bàn thắng quốc tế | Số lần ra sân và bàn thắng quốc tế | Số lần ra sân và bàn thắng quốc tế                    | Số lần ra sân và bàn thắng quốc tế        | Số lần ra sân và bàn thắng quốc tế | Số lần ra sân và bàn thắng quốc tế | Số lần ra sân và bàn thắng quốc tế                              |
| #                                  | Ngày                               | Địa điểm                                              | Đối thủ                                   | Kết quả                            | Bàn thắng                          | Giải đấu                                                        |
| 2011                               | 2011                               | 2011                                                  | 2011                                      | 2011                               | 2011                               | 2011                                                            |
| ---------------------------------- | ---------------------------------- | ----------------------------------------------------- | ----------------------------------------- | ---------------------------------- | ---------------------------------- | --------------------------------------------------------------- |
|                                    | 31 tháng 10                        | Sân vận động Thái Lan-Nhật Bản, Băng Cốc, Thái Lan    | Guam U18                                  | 26–0                               | 0                                  | Vòng loại Giải vô địch bóng đá U-19 châu Á 2012 / U-18 Nhật Bản |
|                                    | 5 tháng 11                         | Thephasadin Stadium, Băng Cốc, Thái Lan               | U-18 Trung Hoa Đài Bắc                    | 5–0                                | 0                                  | Vòng loại Giải vô địch bóng đá U-19 châu Á 2012 / U-18 Nhật Bản |
|                                    | 7 tháng 11                         | Thephasadin Stadium, Băng Cốc, Thái Lan               | U-18 Thái Lan                             | 0–0                                | 0                                  | Vòng loại Giải vô địch bóng đá U-19 châu Á 2012 / U-18 Nhật Bản |
| 2012                               |                                    |                                                       |                                           |                                    |                                    |                                                                 |
|                                    | 3 tháng 11                         | Sân vận động Câu lạc bộ Emirates, Ras al-Khaimah, UAE | U-19 Iran                                 | 0–2                                | 0                                  | Giải vô địch bóng đá U-19 châu Á 2012 / U-19 Nhật Bản           |
|                                    | 5 tháng 11                         | Sân vận động Câu lạc bộ Emirates, Ras al-Khaimah, UAE | U-19 Kuwait                               | 1–0                                | 0                                  | Giải vô địch bóng đá U-19 châu Á 2012 / U-19 Nhật Bản           |
|                                    | 7 tháng 11                         | Sân vận động Câu lạc bộ Emirates, Ras al-Khaimah, UAE | Các Tiểu vương quốc Ả Rập Thống nhất U-19 | 0–0                                | 0                                  | Giải vô địch bóng đá U-19 châu Á 2012 / U-19 Nhật Bản           |
|                                    | 11 tháng 11                        | Sân vận động Câu lạc bộ Emirates, Ras al-Khaimah, UAE | U-19 Iraq                                 | 1–2                                | 0                                  | Giải vô địch bóng đá U-19 châu Á 2012 / U-19 Nhật Bản           |

## Danh hiệu
- Cúp Hoàng đế Nhật Bản: 2012
- Siêu cúp Nhật Bản: 2012
- J. League Cup: 2013